# Jonathan Asp Jensen
Jonathan Asp Jensen (født 14. januar 2006) er en dansk professionel fodboldspiller, der spiller som offensiv midtbanespiller for de tyske klubber Bayern München II og Bayern München.

## Opvækst
Asp Jensen er hjemmehørende i Gauerslund, Danmark. Han er blevet betragtet som en af de mest fremtrædende fodboldmuligheder i landet. 